# Wsiewołod Garszyn
Wsiewołod Michajłowicz Garszyn (ros. Всеволод Михайлович Гаршин; ur. 2 lutego?/14 lutego 1855 w Prijatnej Dolinie, zm. 24 marca?/5 kwietnia 1888 w Petersburgu) – rosyjski prozaik. Przedstawiciel dekadentyzmu w literaturze rosyjskiej. Autor przepojonych liryzmem pesymistycznych nowel psychologicznych, w formach alegorycznych i symbolicznych, wyrażających społeczno-etyczne konflikty epoki.

## Życiorys
Rodzina Garszyna wywodziła się ze starego dworskiego rodu zrusyfikowanych Tatarów, mającego według podań swój początek w osobie murzy Gorszy (lub Garszy) – wychodźcy ze Złotej Ordy za czasów Iwana III.
Urodził się 2 lutego?/14 lutego 1855 w Prijatnoj Dolinie, Imperium Rosyjskie. Ojciec Michaił Jegorowicz Garszyn (1817-1870) był oficerem, matka intelektualistką – interesowała się literaturą i polityką (w szczególności rewolucjonistami), znała języki obce (niemiecki i francuski). Miał młodszego brata – Jewgienija Michajłowicza (1860-1931) – pedagoga, literaturoznawcę, działacza społecznego i autora książek z dziedziny literatury rosyjskiej. Jego guwernerem był Piotr Wladimirowicz Zawadskij – działacz ruchu rewolucyjnego lat 60. XIX w., dla którego matka Garszyna porzuciła rodzinę i wyruszyła z nim na zesłanie, co wpłynęło negatywnie na zdrowie i światopogląd przyszłego pisarza.
Od 1864 uczył się w 7. gimnazjum w Petersburgu, które w 1872 zostało przekształcone w uczelnię. W 1874 Garszyn ukończył podstawową naukę i wstąpił do Instytutu Górnictwa, którego nie ukończył ze względu na wojnę z Imperium Osmańskim – wstąpił dobrowolnie jako jednoroczny ochotnik do armii czynnej, brał udział w akcjach wojennych, był ranny w nogę. Po wojnie dostał awans do rangi oficerskiej i opuścił wojsko.
W 1877 debiutował opowiadaniem Cztery dni, które przyniosło mu natychmiastową sławę. W opowiadaniu jawnie wyrażał protest przeciwko wojnie i zagładzie człowieka przez człowieka. Oprócz motywu wojennego, który wykorzystał w kolejnych opowiadaniach, przedstawiał też temat kobiety upadłej, walki ze złem świata, roli sztuki w społeczeństwie, walki ze społeczną niesprawiedliwością. Te same motywy wymieszane z humorem przedstawiał również w utworach dla dzieci (To, czego nie było, Laguszka-putieszectwiennica).

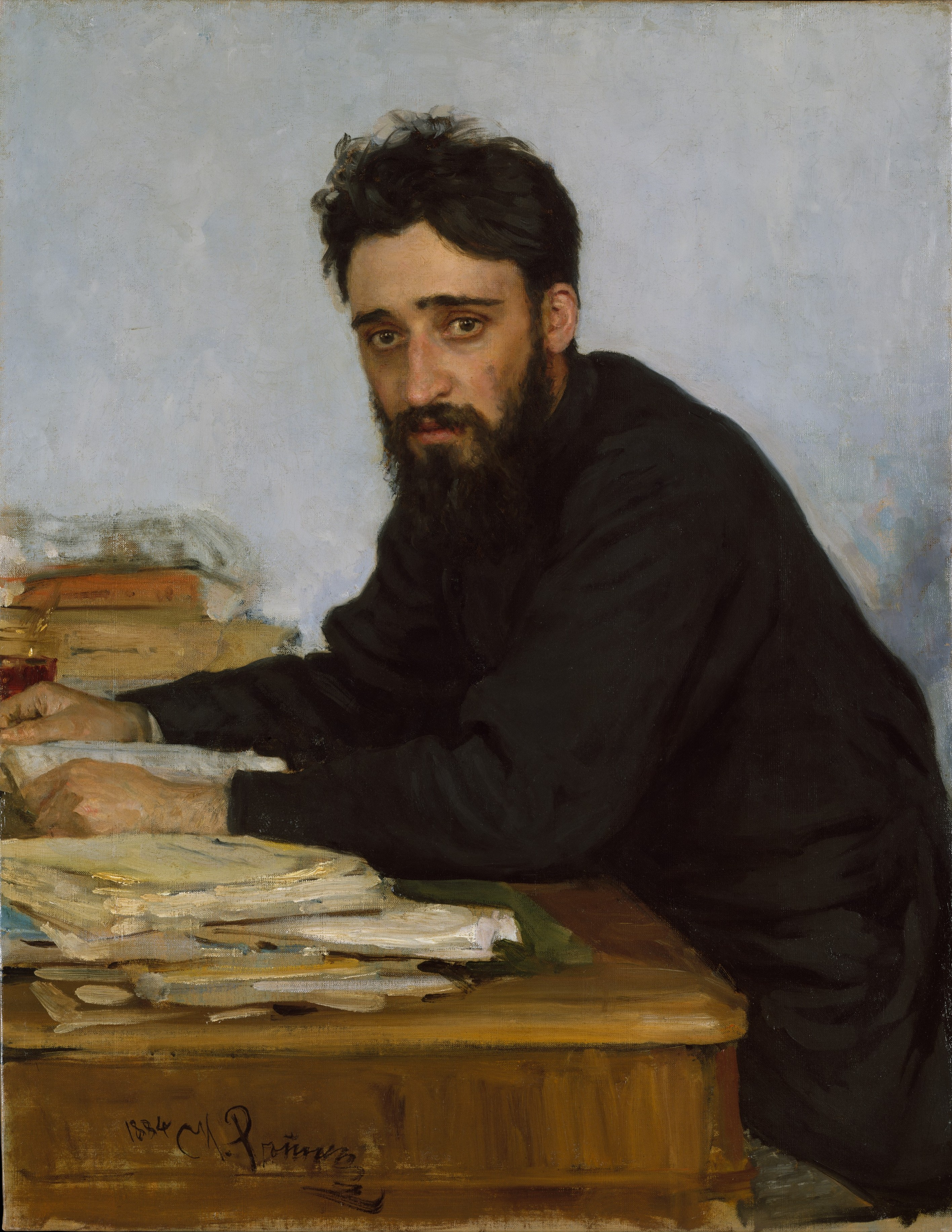
Portret Wsiewołoda Garszyna z 1884 roku autorstwa Ilji Riepina, dla którego pisarz często pozował

Od dzieciństwa Garszyn był skrajnie nerwowy i wrażliwy, co spowodowało jego problemy z rozwojem umysłowym. W związku z tym miał ataki rozstroju nerwowego i w wieku 33 lat popełnił samobójstwo skacząc z budynku. Ze względu na niezbyt dużą wysokość z której skoczył, zmarł 5 dni później 5 kwietnia 1888 w szpitalu Czerwonego Krzyża w Petersburgu. Został pochowany na cmentarzu-muzeum Litieraturnyje Mostki w Petersburgu.
Jego twórczość literacka nie była obfita; obejmuje zaledwie dwadzieścia krótkich opowiadań, zebranych w jeden tom.

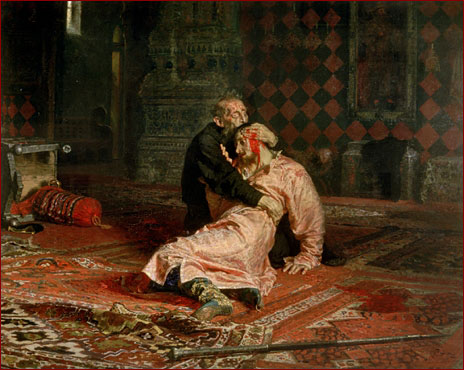
Obraz Car Iwan Groźny i jego syn Iwan 16 listopada 1581 roku z 1885 roku autorstwa Ilji Riepina, do którego Garszyn pozował jako carewicz Iwan Iwanowicz

## Twórczość
Uwaga – rok podany przed nazwą opowiadania jest datą opublikowania, nie datą powstania utworu.
- 1877 – Cztery dni[2] (ros. Четыре дня) – polskie tłumaczenie Stefan Klonowski
- 1878 – Zdarzenie[2] (ros. Происшествие) – polskie tłumaczenie Stefan Klonowski
- 1878 – Oczen’ korotien’kij roman (ros. Очень коротенький роман)
- 1879 – Trus (ros. Трус)
- 1879 – Wstriecza (ros. Встреча)
- 1879 – Malarze[2] (ros. Художники) – polskie tłumaczenie Stefan Klonowski
- 1880 – Dienszczyk i oficer (ros. Денщик и офицер)
- 1880 – Nocz (ros. Ночь)
- 1880 – Attalea princeps[2] (ros. Attalea princeps) – polskie tłumaczenie Stefan Klonowski
- 1882 – Iz wospoinanij riadowogo Iwanowa (ros. Из воспоминаний рядового Иванова)
- 1882 – To, czego nie było (ros. То, чего не было)
- 1882 – Pietierburgskije pis’ma (ros. Петербургские письма)
- 1883 – Miedwiedi (ros. Медведи)
- 1883 – Czerwony kwiat[2][3] (ros. Красный цветок) – polskie tłumaczenie Stefan Klonowski
- 1884 – Skazka o żabie i rozie (ros. Сказка о жабе и розе)
- 1885 – Nadieżda Nikołajewna (ros. Надежда Николаевна)
- 1886 – Skazanije o gordom Aggieje (ros. Сказание о гордом Аггее)
- 1887 – Laguszka-putieszectwiennica (ros. Лягушка-путешественница)
- 1887 – Sygnał[2][4] (ros. Сигнал) – polskie tłumaczenie Walentyna Lesnobrodzka-Założyna